# Kristina Kicka
Kristina Kicka (née Mikhailenko le 26 mars 1992 à Minsk) est une joueuse de volley-ball biélorusse. Elle mesure 1,88 m et joue au poste d'attaquante. 

## Clubs
| Club                     | De        | À         |
| ------------------------ | --------- | --------- |
| Minchanka Minsk          | 2006-2007 | 2011-2012 |
| LTS Legionovia Legionowo | 2012-2013 | 2012-2013 |
| Dresdner SC              | 2013-2014 | 2015-2016 |
| İdmanocağı Spor Kulübü   | 2016-2017 | 2016-2017 |
| CSM Bucureşti            | oct 2017  | déc 2017  |
| Pink Spiders             | 2017-2018 | 2017-2018 |
| LTS Legionovia Legionowo | 2018-2019 | 2018-2019 |
| Ladies in Black Aachen   | 2020-2021 | …         |

## Palmarès
- Championnat de Biélorussie
  - Vainqueur : 2010.
  - Finaliste : 2009, 2011.
- Championnat d'Allemagne
  - Vainqueur : 2014, 2015, 2016.
- Coupe d'Allemagne
  - Vainqueur : 2016.